# Тенеси (Илиноис)
Тенеси (енгл. Tennessee) град је у америчкој савезној држави Илиноис.

## Демографија
По попису из 2010. године број становника је 115, што је 29 (-20,1%) становника мање него 2000. године.
| Група             | 2000.       | 2010.       |
| Белци             | 142 (98,6%) | 111 (96,5%) |
| Афроамериканци    | 0 (0,0%)    | 0 (0,0%)    |
| Азијати           | 0 (0,0%)    | 0 (0,0%)    |
| Хиспаноамериканци | 0 (0,0%)    | 1 (0,9%)    |
| Укупно            | 144         | 115         |